# Brama Floriańska w Krakowie
Brama Floriańska (Brama św. Floriana) – średniowieczna brama miejska z basztą, położona w Krakowie na Starym Mieście przy ulicy Pijarskiej, zamyka od północy perspektywę ulicy Floriańskiej. 
Stanowi pozostałość po dawnych murach miejskich. Jest jedną z ośmiu krakowskich bram obronnych obok Sławkowskiej, Grodzkiej, Wiślnej, Mikołajskiej, Rzeźniczej (na Gródku), Szewskiej, Nowej i Pobocznej.

## Opis bramy
Liczy 34,5 m wysokości (do gałki hełmu). Znajdującą się nad wejściem (od strony Plant) płaskorzeźbę z orłem piastowskim wykonał Zygmunt Langman według projektu Jana Matejki. Zastąpiła ona w 1882 roku wcześniejszego orła. Od strony miasta widnieje płaskorzeźba z XVIII wieku wyobrażająca św. Floriana. Barokowe zwieńczenie Bramy Floriańskiej zostało wykonane w 1660 roku. Przy portalu bramnym do dziś zachowały się prowadnice na kratę. Wewnątrz bramy znajduje się klasycystyczny ołtarz z początku XIX w. z późnobarokową kopią cudownego obrazu Matki Boskiej Piaskowej.
Obecnie brama wchodzi w skład trasy turystycznej Mury Obronne.

## Historia
W XIII i XIV wieku Kraków otoczono murem. Źródła pisane wspominają o Bramie Floriańskiej od 1307 roku. Przez bramę biegł trakt do Kleparza koło Kościoła św. Floriana; od niej też zaczynała się Droga Królewska na Wawel.
Obecna budowla w swojej najstarszej części pochodzi z przełomu XIII i XIV wieku. W latach 1565–1566 w pobliżu Bramy Floriańskiej zbudowany został Arsenał Miejski. W XVI w. mieściły się w Bramie stajnie miejskie. W 1694 r. przeprowadzony został jej gruntowny remont.
Na początku XIX wieku planowano zburzyć mury. W ich obronie stanął prof. Feliks Radwański, który pisał: „Chronią one przed wiatrami wiejącymi pod Kościół Mariacki od Kleparza. Niedobre to wiatry, bo smrody i śmieci znosić będą, a także bezbożnie podwiewać spódnice Paniom Matkom i Żonom”. 13 stycznia 1817 r. Radwański wywalczył w senacie Rzeczypospolitej Krakowskiej decyzję o pozostawieniu dla potomnych fragmentów średniowiecznej fortyfikacji. Zachowano więc części murów, w tym Barbakan i Bramę Floriańską.
W roku 1882 ocalono Bramę przed wyburzeniem po raz drugi. Uczynił to książę Władysław Czartoryski. Postanowił utworzyć w baszcie nad bramą, rodową kaplicę Czartoryskich. Rada miasta wyraziła zgodę pod warunkiem, że brama i baszta będą miały wygląd taki jak w połowie XVIII wieku. W 1889 ukończono kaplicę i konsekrował ją kardynał Albin Dunajewski.
Ponownie rozebranie bramy planowano na początku XX wieku, gdy w mieście uruchamiano tramwaj elektryczny. Linia miała biec przez bramę, ale tramwaj nie mieścił się w niej. Ostatecznie postanowiono pogłębić przejazd i bramę ocalono. Tramwaje wąskotorowe w Krakowie, kursujące m.in. przez bramę, zlikwidowano do początku lat 50.

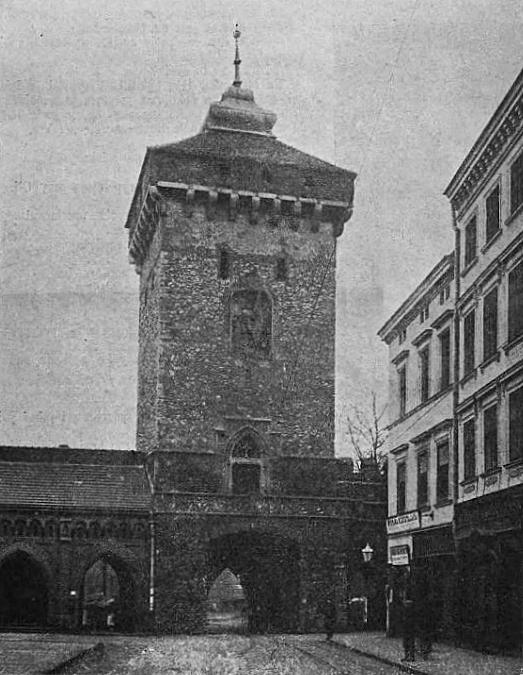
Brama w 1907
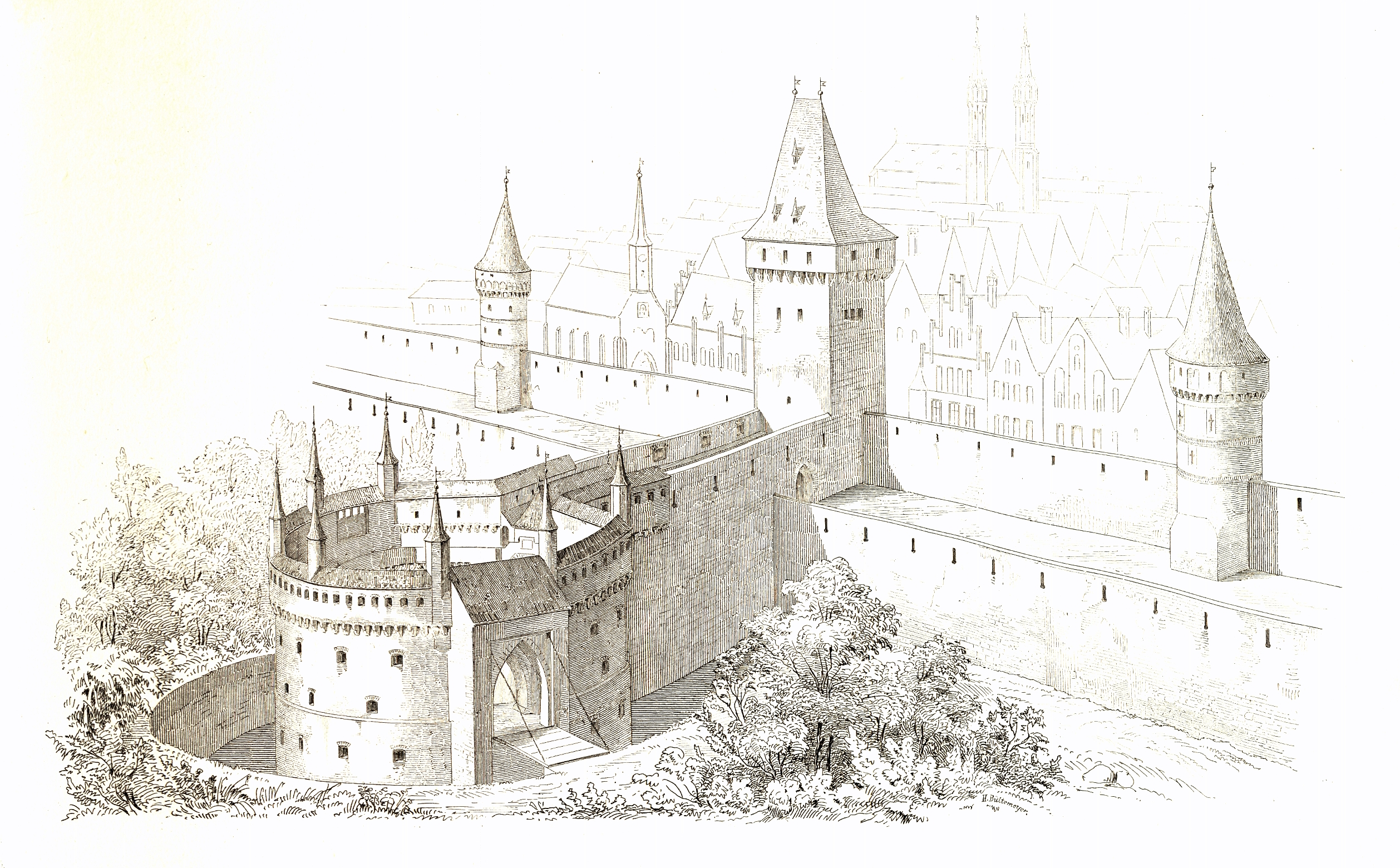
Wygląd Bramy i jej barbakanu przed wyburzeniem murów obronnych, na rycinie z 1857
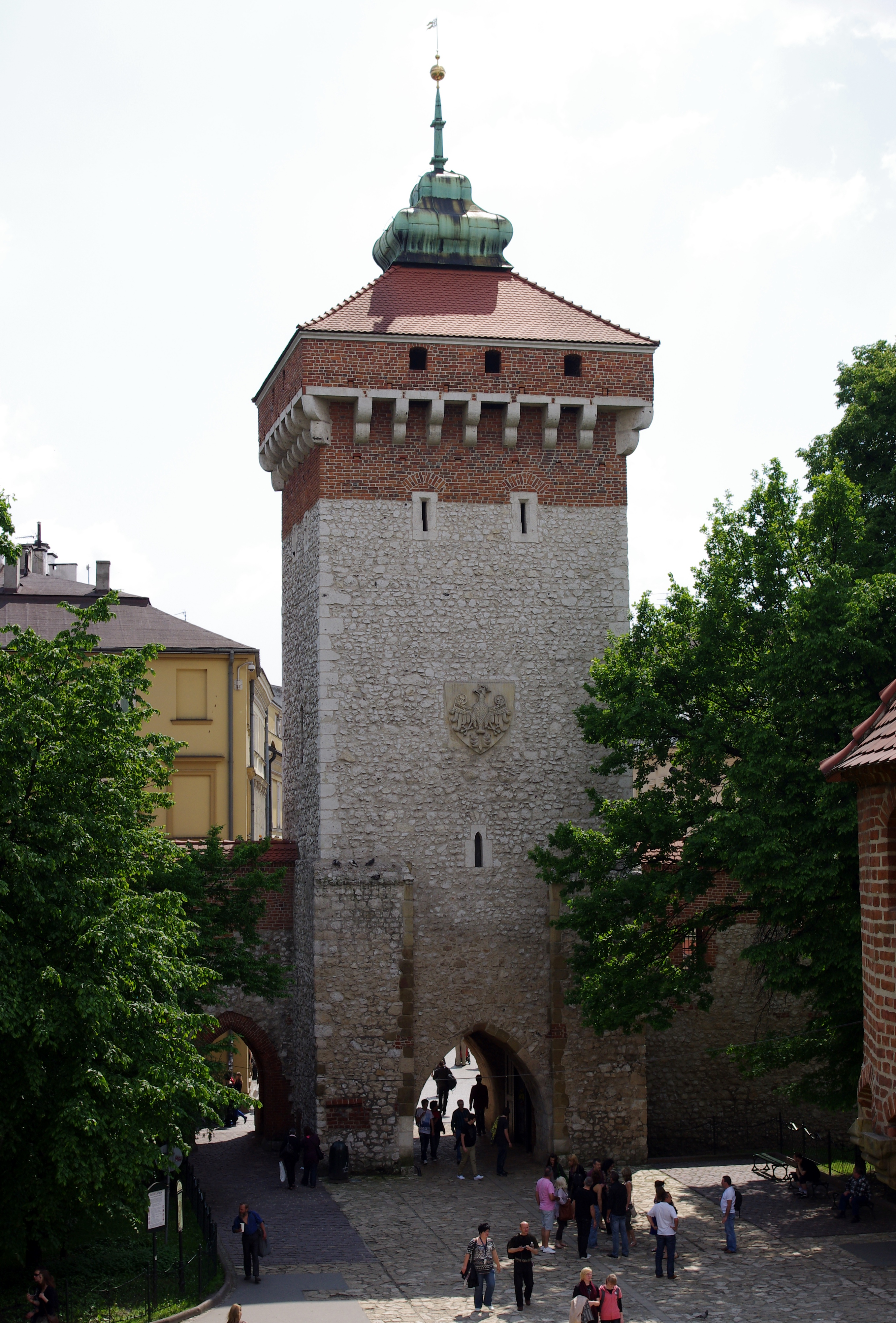
Brama od północy, z Barbakanu
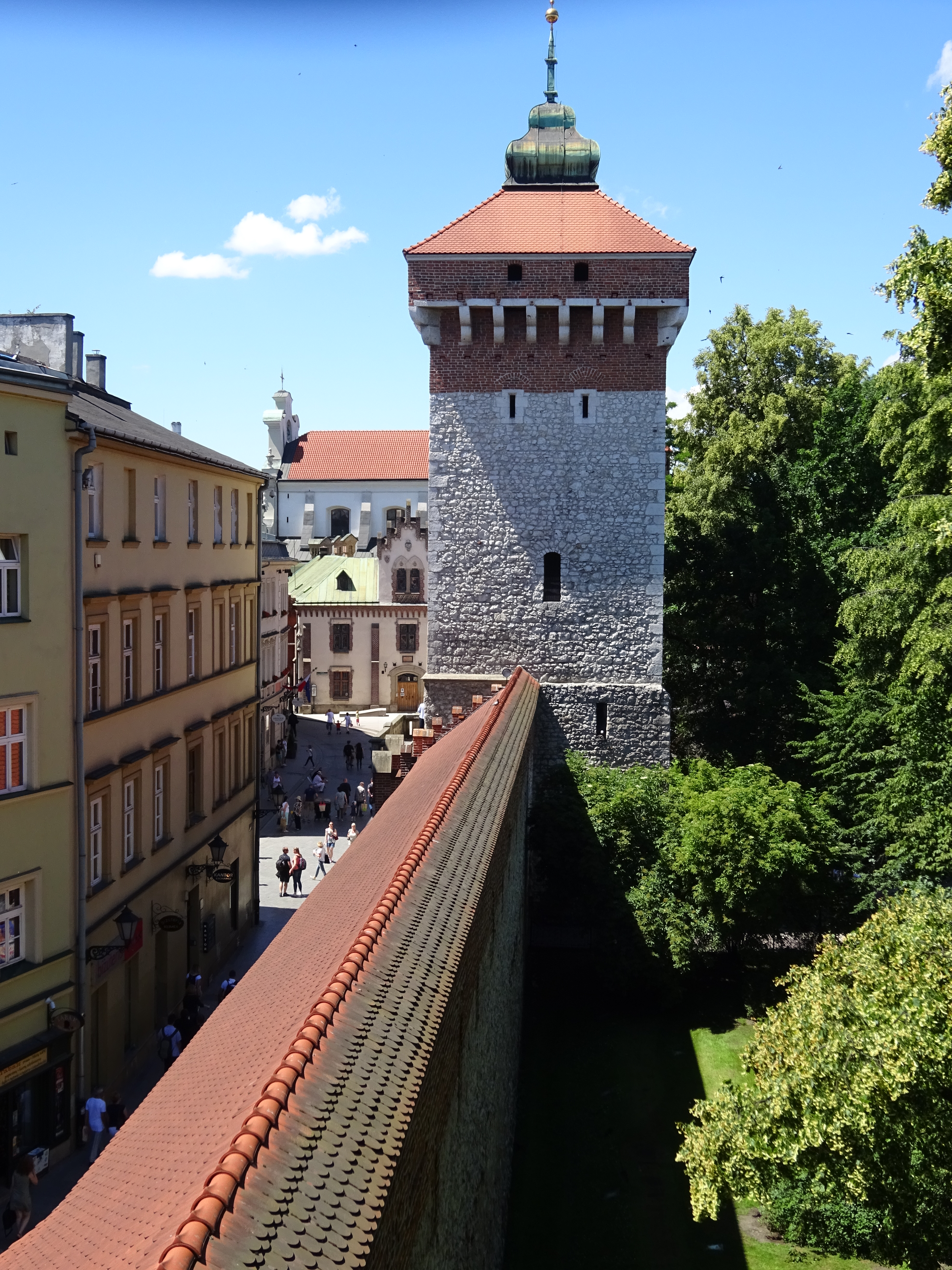
Brama Floriańska i mur obronny z Baszty Pasamoników
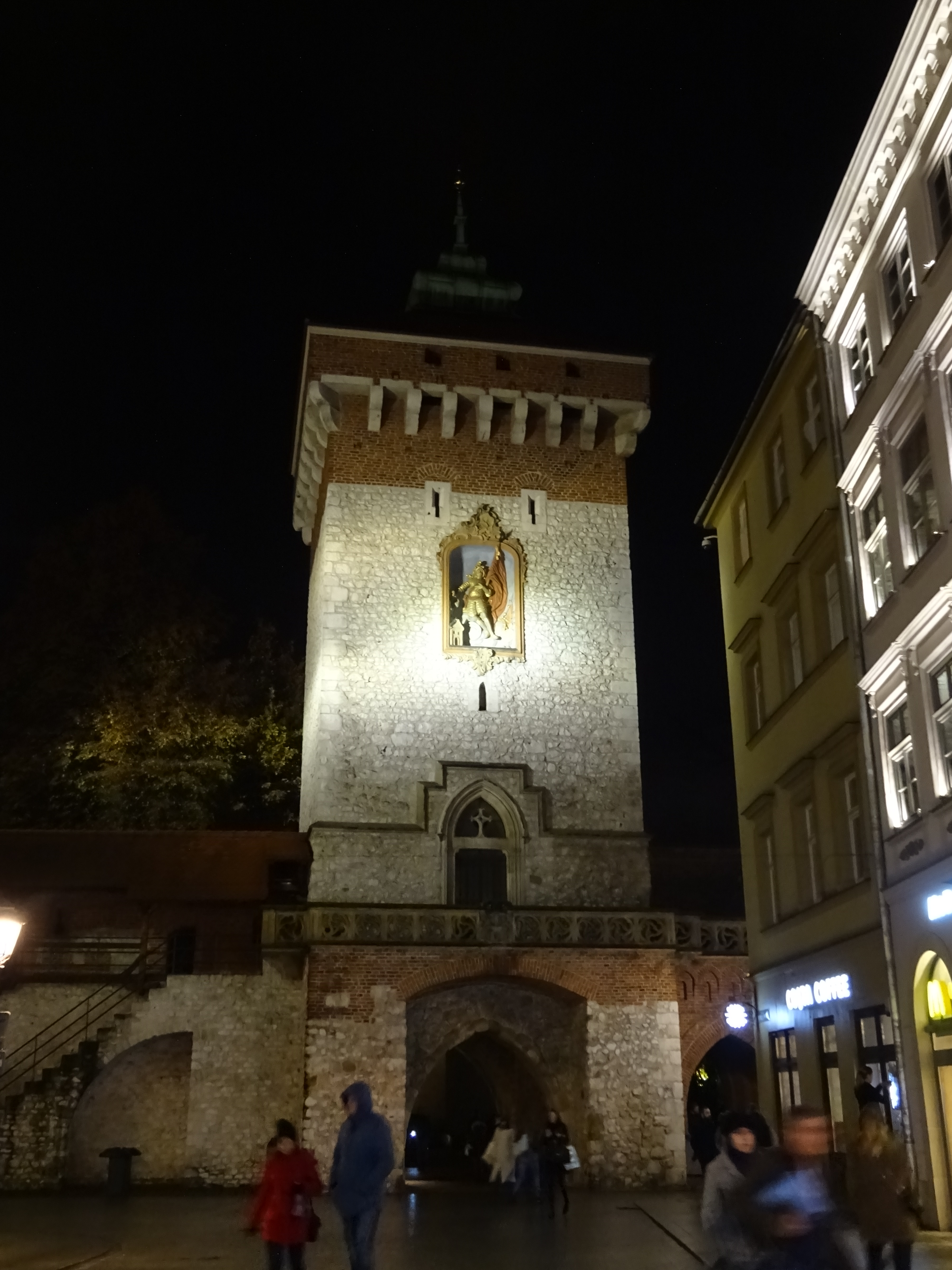
Brama Floriańska nocą
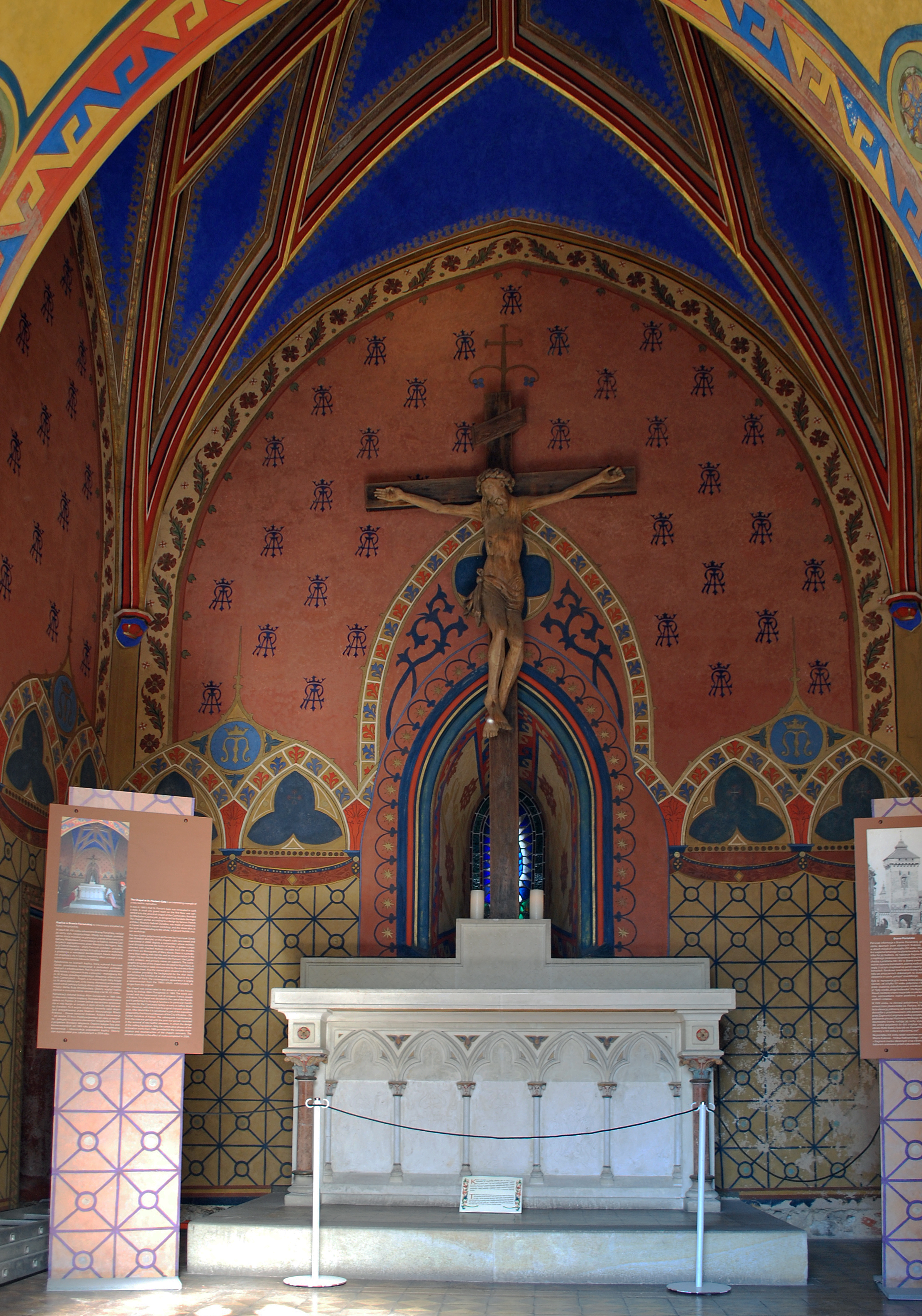
Kaplica Czartoryskich
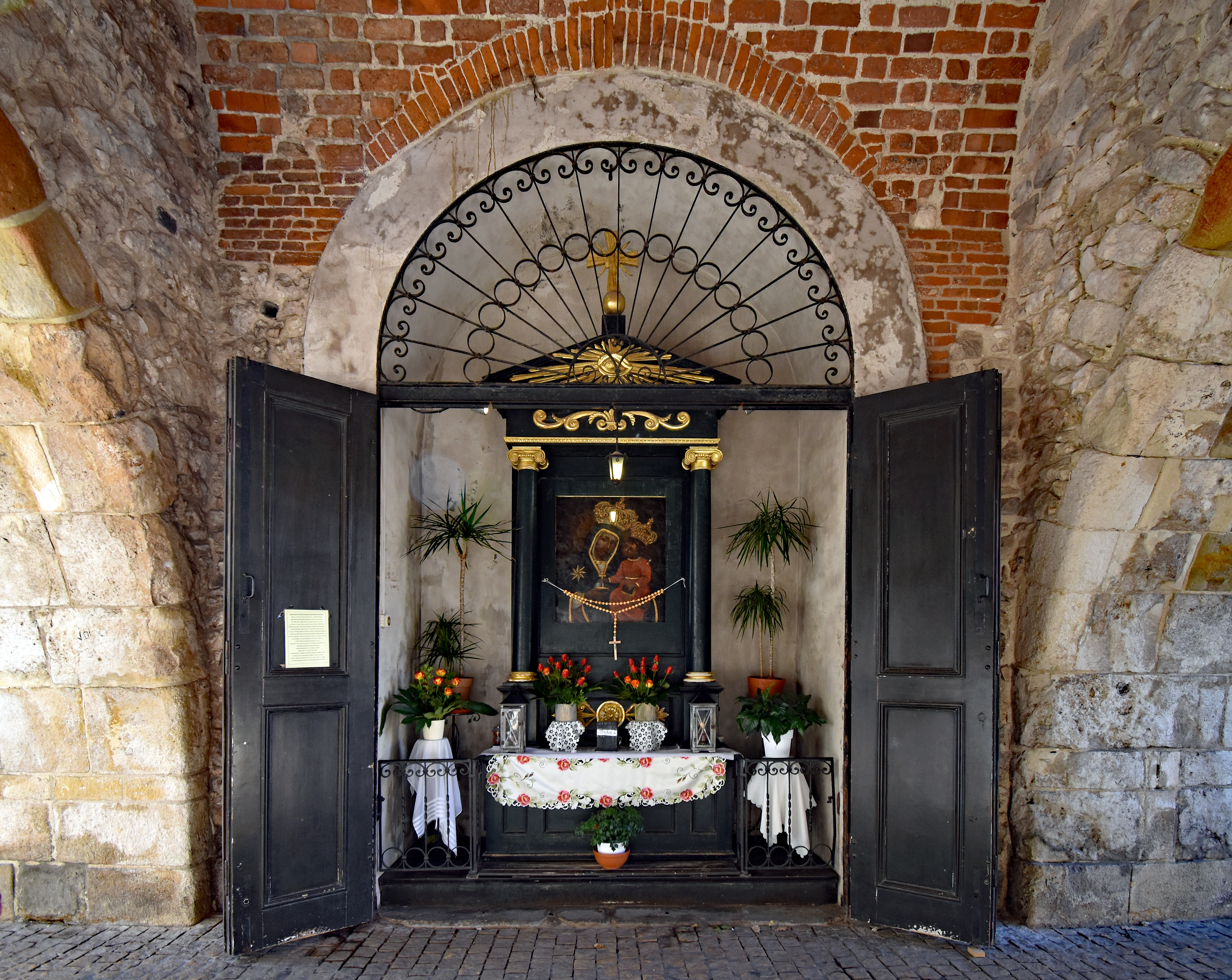
Kaplica w Bramie
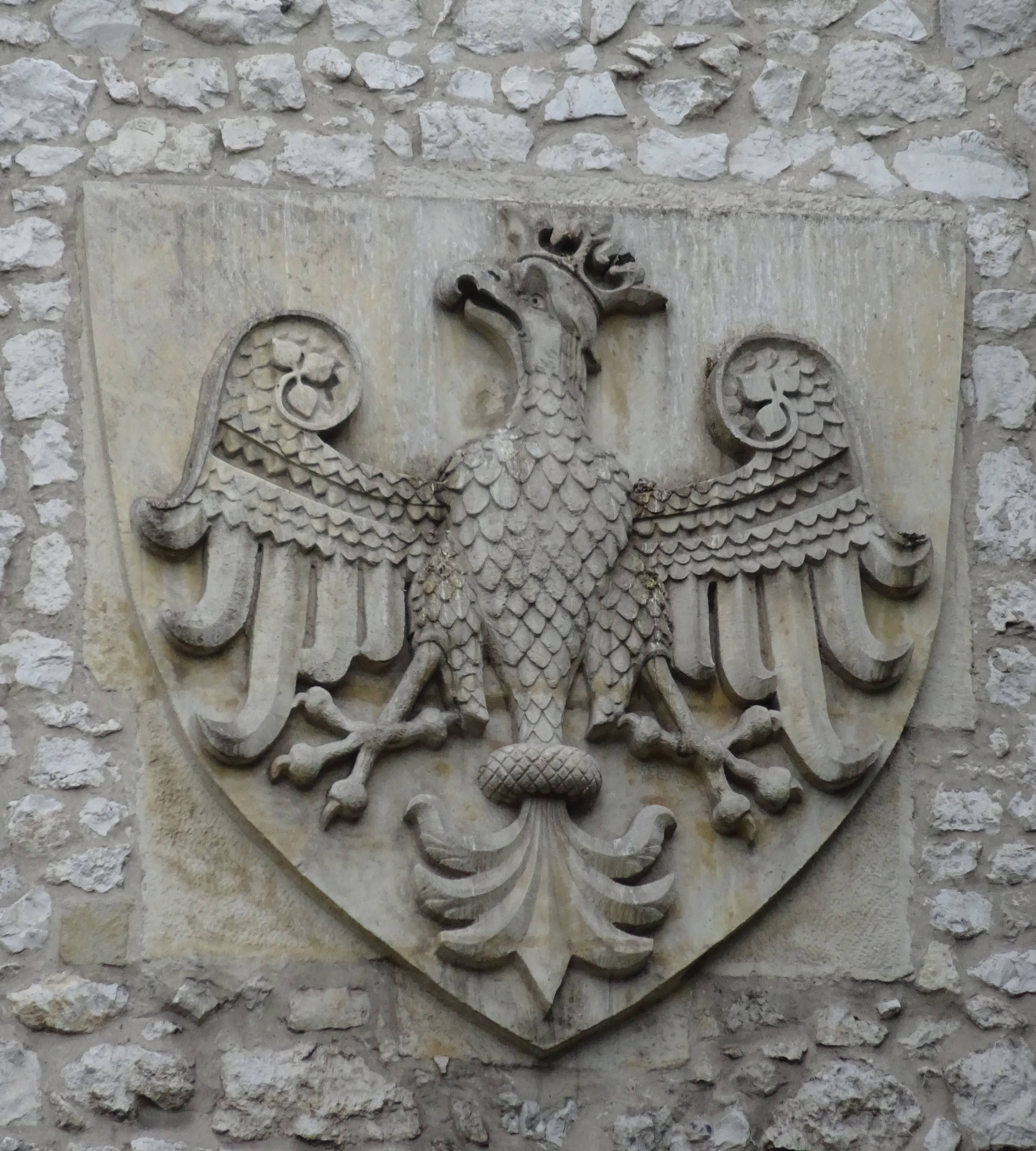
Płaskorzeźba Orła Piastowskiego projektu Jana Matejki, nad wejściem od Barbakanu, 1820
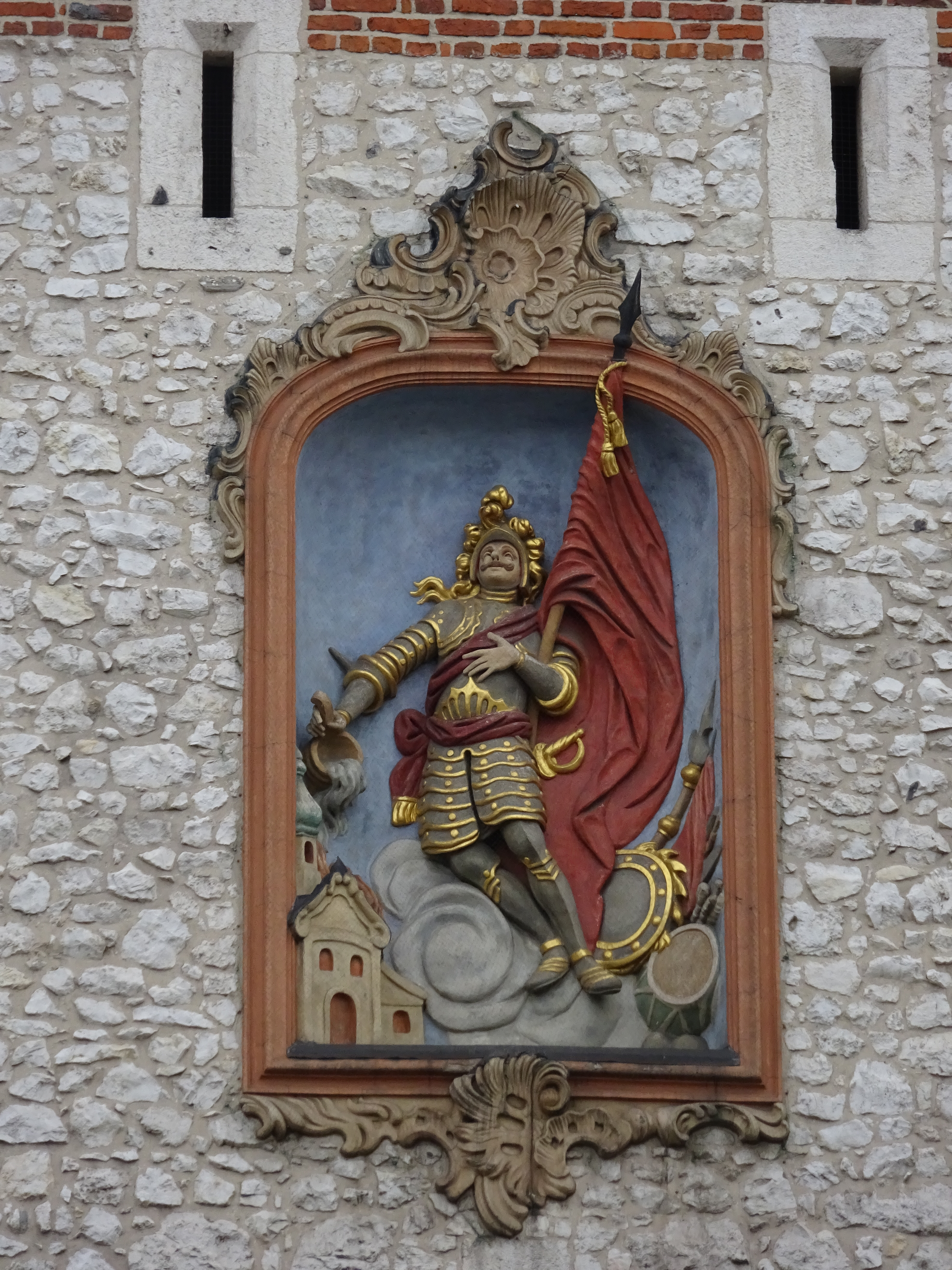
Płaskorzeźba św. Floriana nad wejściem od strony południowej, XVIII wiek